# Cimiano
Cimiano – stacja metra w Mediolanie, na linii M2. Znajduje się pomiędzy via Palmanova, via Giovanni Calabria i via Pusiano, w dzielnicy Cimiano, w Mediolanie i zlokalizowana jest pomiędzy stacjami Crescenzago, a Udine. Została otwarta w 1969.